# Unwritten Law
Unwritten Law est un groupe de punk rock américain, originaire de Poway, en Californie. Il est formé en 1990.  Ils se sont particulièrement fait connaître en 1999 grâce à leurs morceaux les plus connus, à savoir : Cailin, Up All Night et Seein' Red en 2002, et publient un nouveau single, Save Me, en décembre 2004 apparaissant dans leur album Here's to the Mourning. Leur dernier album studio, Swan, est publié en 2011.

## Biographie

### Débuts (1990–1999)
Le groupe est formé à Poway, en Californie, au Nord de San Diego, à partir de quelques amis tout comme pour Blink-182 et Agent 51. Unwritten Law possède un style distinctif de power punk. Le groupe comporte deux guitaristes (contre trois auparavant), incluant Scott Russo, le compositeur et vocaliste.

### Popularité (2000–2005)
Le groupe grandit dans la même scène rock qui a produit leurs amis de longue date Blink-182. L'album de Unwritten Law Elva devient numéro un à la vente pour les albums rock distribués en Australie en 2003. Aussi, ils effectuent leurs tournées essentiellement à cet endroit, tout comme sur l'ensemble du territoire américain depuis le début des années 1990.
En 2004, Le dernier membre original du groupe, Wade Youman a été expulsé pour cause de disputes avec Russo à propos de femme et d'argent. Considéré comme un batteur sous-estimé par certains, Youman fut perdu plus ou moins de vue et se tourna vers un tandem de batteurs pour le nouvel album du groupe Here's to the Mourning, sortit le 1er février 2005. Adrian Young du groupe populaire No Doubt et Tony Palermo de Pulley sont les deux batteurs engagé pour l'album. Palermo souhaiterait rejoindre le groupe Unwritten Law.
En mars 2005 le guitariste Rob Brewer est expulsé pour cause de « circonstances volatiles impliquant des conflits entre Rob et les divers membres du groupe, ainsi qu'entre Brewer et les fans. » Le catalyseur apparait le 23 mars 2005 au House of Blues à Anaheim, en Californie. Des publications faites par le groupe sur leur profil MySpace.com accusent Brewer d'avoir oublié ses parties pour la chanson F.I.G.H.T, laquelle mène à un incident sur scène où Rob frappe le chanteur Scott Russo au visage, cassant ses dents de devant. Selon le groupe, Rob plus tard poursuit Scott en étant « armé » d'une bouteille de vodka, laquelle il balança et qui se brise sur une armature de porte. La publication dit également que Rob « a insulté le groupe entier, leurs familles, et a agressé un innocent fan qui les attendait à leur loge pour les rencontrer. » Le groupe continue de tourner pour Here's to the Mourning au nombre de quatre, jugeant que « Rob est incorrigible, aussi nous ne toléreront aucun écart [de conduite] de la part d'un nouveau guitariste. Nous continuerons cependant de jouer de tout notre cœur tous nos morceaux pour nos fans[réf. nécessaire]. »

### Live and LawlessetSwan(2006–2011)
En 2007, Palermo devient batteur de tournée pour Papa Roach. En mars 2008, Palermo est annoncé comme membre permanent de Papa Roach. Entretemps, Unwritten Law, accompagné du nouveau batteur Dylan Howard, filme un DVD au Key Club de Hollywood, en Californie, en mars 2008. L'album, intitulé Live and Lawless, est publié le 30 septembre 2008 au label Suburban Noize Records. Le sixième album d'Unwritten Law, Swan, est aussi publié chez Suburban Noize le 29 mars 2011.
Le 24 janvier 2011, Unwritten Law poste sur Myspace le premier single d'un nouvel album, intitulé Starships and Apocalypse. Ils sont aussi confirmés pour le Vans Warped Tour 2011. Le guitariste Steve Morris et le bassiste Pat Kim quittent Unwritten Law à la fin de la tournée Swan en 2011 à cause d'altercation physiques entre Scott Russo et Morris. Le groupe reste ensuite silencieux jusqu'à son apparition au Warped Tour. Perik Envy (ex-Red Light Sky), et Kevin Besignano (ex-Bullets and Octane), remplaceront Kim et Morris, respectivement.

### Album acoustique (depuis 2013)
En 2013, le batteur Wade Youman revient au sein d'Unwritten Law, après s'être réconcilié avec Scott Russo. Après le retour de Youman, Derik Envy et Kevin Besignano quittent le groupe, et sont remplacés par Johnny Grill (le petit frère de Russo) et Chris Lewis (Fenix*TX), respectivement. Le groupe travaille ensuite sur un album acoustique ,qui deviendra leur nouvel album studio à paraître.
Ils jouent au Capitol de Perth, en Australie, le 18 mai 2014, mais des problèmes de coupures d'électricité font surface. Unwritten Law publie une nouvelle compilation, intitulée Acoustic chez Cyber Track Records le 1er août 2016.

## Membres

### Membres actuels
- Scott Russo - chant, guitare (depuis 2005)
- Wade Youman – batterie (1990–2004, depuis 2013)
- Chris Lewis - guitare (depuis 2014)
- Jonny Grill - basse, chœurs (depuis 2013)

### Anciens membres
- Jeff Brehm – basse (1990-1995)
- Rob Brewer – guitare (1990–2005)
- Steve Morris – guitare, chœurs (1990–2011)
- Pat « PK » Kim – basse, chœurs (1998–2011)
- Tony Palermo – batterie (2005–2008)
- Dylan Howard – batterie (2008–2013)
- Kevin Besignano – guitare, chœurs (2011–2013)
- Derik Envy – basse (2011–2013)
- Ace Von Johnson – guitare, chœurs (2013-2014)